# Кербела (округа)
Кербела — округа мухафази Кербела, Ірак.
| Ірак | Це незавершена стаття з географії Іраку. Ви можете допомогти проєкту, виправивши або дописавши її. |